# Frank Partos
Frank Ferenc Partos, eigentlich Ferenc Pártos, (* 2. Juli 1901 in Budapest; † 23. Dezember 1956 in Los Angeles) war ein ungarisch-amerikanischer Drehbuchautor.

## Leben und Wirken
Der aus Budapest stammende Frank Partos emigrierte 1928 in die Vereinigten Staaten. Er arbeitete als Journalist und schrieb Kurzgeschichten. Ab 1929 war er als Autor für Metro tätig, 1932 wechselte er zu Paramount. Seitdem war er an zahlreichen Drehbüchern beteiligt. Er unterstützte außerdem die Gründung der Schauspielergewerkschaft Screen Actors Guild 1933 in Los Angeles und engagierte sich Mitte der 1930er Jahre in deren Vorstand. 1939 verließ er Paramount und arbeitete für RKO. Dort schrieb er das Drehbuch für den Kriminalfilm Stranger on the Third Floor (1940), der zu den ersten Vertretern des Film noir gezählt wird. Als Vorlage diente Partos eine selbst geschriebene Geschichte, letzten Feinschliff erhielt das Buch durch Nathanael West. 1948 verfasste Partos gemeinsam mit dem Schriftsteller Millen Brand das Drehbuch für den Spielfilm Die Schlangengrube. Sie adaptierten den gleichnamigen autobiografischen Roman von Mary Jane Ward, der von ihren Erfahrungen in der Psychiatrie handelt. Für diese Arbeit wurden sie 1949 für einen Oscar in der Kategorie Bestes adaptiertes Drehbuch nominiert. Sie gewannen mit dem Drehbuch außerdem den von der Writers Guild of America vergebenen Award in der Kategorie Best Written Drama sowie den Robert Meltzer Award.

## Filmografie
- 1932: Guilty as Hell
- 1932: Heritage of the Desert
- 1933: Jennie Gerhardt
- 1933: Her Bodyguard
- 1933: Wiegenlied (Cradle Song)
- 1934: Wharf Angel
- 1934: Prinzessin für 30 Tage (Thirty-Day Princess)
- 1935: Licht im Dunkeln (Wings in the Dark)
- 1935: Rumba
- 1935: College Scandal
- 1935: Das letzte Fort (The Last Outpost)
- 1936: Rose of the Rancho
- 1936: Die Dschungel-Prinzessin (The Jungle Princess)
- 1937: Night of Mystery
- 1937: Wer ist Martin Mills? (The Great Gambini)
- 1937: She’s No Lady
- 1938: Romance in the Dark
- 1939: Rio
- 1939: Südsee-Nächte (Honolulu)
- 1940: Stranger on the Third Floor
- 1944: Der Morgen gehört uns (And Now Tomorrow)
- 1944: Der unheimliche Gast (The Uninvited)
- 1948: Die Schlangengrube (The Snake Pit)
- 1951: The House on Telegraph Hill
- 1952: Night Without Sleep
- 1956: Port Afrika